# Faune et flore de la Charente-Maritime
La faune et la flore de Charente-Maritime sont influencées par plusieurs facteurs :
- Les spécificités climatiques du département, marqué par la douceur océanique.
- La présence de sites naturels ou artificiels ayant des caractéristiques bien différenciés, ce qui laisse place à des écosystèmes riches sur le plan de biodiversité : marais, slikkes, schorres, pelouses calcicoles, falaises calcaires, vasières, estrans rocheux, dunes, prairies humides, estuaires, etc. La différence est grande entre le sud du département et les îles du littoral. Ce qui se repère d'ailleurs à travers la diversité des paysages.
- L'existence de nombreuses réserves naturelles qui ont permis de préserver des habitats naturels[1], ainsi qu'une urbanisation et une emprise agricole encore assez modérées.
- La présence de vasières et de marais situés sur la grande voie atlantique de migration qui drainent des populations importantes d'oiseaux, notamment nordiques.

## Faune et flore méditerranéennes
Les spécificités climatiques du département, au moins le long du littoral et sur les îles, étés secs et ensoleillés, hivers doux et humides, ont conduit à l'implantation d'une végétation de type méditerranéenne, qui cohabite avec une végétation plus continentale et océanique. C'est en effet en Charente-Maritime qu'on recense en France, le plus d'espèces méditerranéennes spontanées ou naturalisées poussant en dehors de la zone d'influence de la mer Méditerranée. En 1960, L. Rallet relevait ainsi la présence dans le département de 158 espèces méditerranéennes dont, comme le souligne Christian Lahondères, le nombre doit être augmenté de certaines espèces de découverte récente. Ce nombre va en diminuant vers l'est avec 52 en Charente; vers le nord, avec 91 en Vendée, 64 espèces en Deux-Sèvres, 62 en Loire-Atlantique et 30 dans la Vienne; vers le sud, avec 141 en Gironde, 90 dans les Landes et 139 dans les Pyrénées-Atlantiques. Cette abondance d'espèces méditerranéennes se repère toutefois essentiellement sur une étroite bande du littoral qui va, au sud, de la pointe de Grave, jusqu'à l'île de Noirmoutier au nord, en Vendée et naturellement sur les îles.
L'implantation de certaines de ces espèces semble assez ancienne. Par exemple, un des plus vieux pins parasols de France était localisé dans la commune de Geay. Il a vécu plus de 400 ans avant de tomber lors de la tempête Martin de 1999.

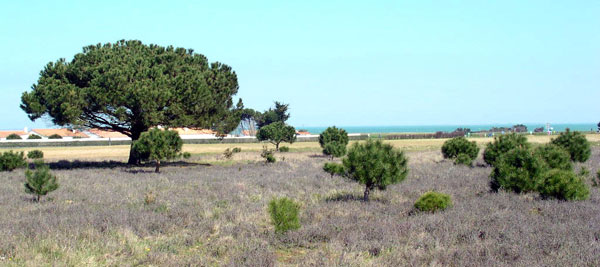
Le Pin parasol sur l'île de Ré se ressème naturellement

Mais le méso-climat n'est pas le seul facteur explicatif, l'implantation des espèces méditerranéennes s'explique également par la nature des sols. Les espèces méditerranéennes se concentrent principalement sur les sols calcaires durs fissurés et sur les sols sableux, qui se réchauffent plus vite et dans lesquels l'eau s'infiltre plus rapidement. Elles s'enfoncent alors parfois plus loin dans les terres lorsque les sols s'y prêtent. C'est le cas par exemple du chêne vert qui tend à coloniser les bois des pays charentais sur les sols calcaires, formant parfois de petits peuplements presque purs jusqu'à Cognac et Angoulême.
Parmi les espèces arbustives méditerranéennes spontanées qui peuplent le département, on rencontre tout particulièrement le chêne vert, l'arbousier, le pin maritime et le laurier sauce. Parmi les espèces naturalisées, le pin parasol, le pin d'Alep et le sapin d'Andalousie, qui se re-sèment naturellement dans des stations particulièrement favorables (sur l'île de Ré, l'île d'Oléron et la Forêt de la Coubre).
Le long du littoral, et parfois plus loin dans l'arrière pays, sont aussi installées des espèces comme le garou (daphne gnidium), les filaires, le ciste à feuilles de sauge (cistus salvifolius), le ciste à feuilles de laurier (cistus laurifolius), le ciste de Montpellier (cistus monspeliensis), rhamnus alaternus, l'arbousier (arbutus unedo), la clématite petite flamme (clematis flammula).

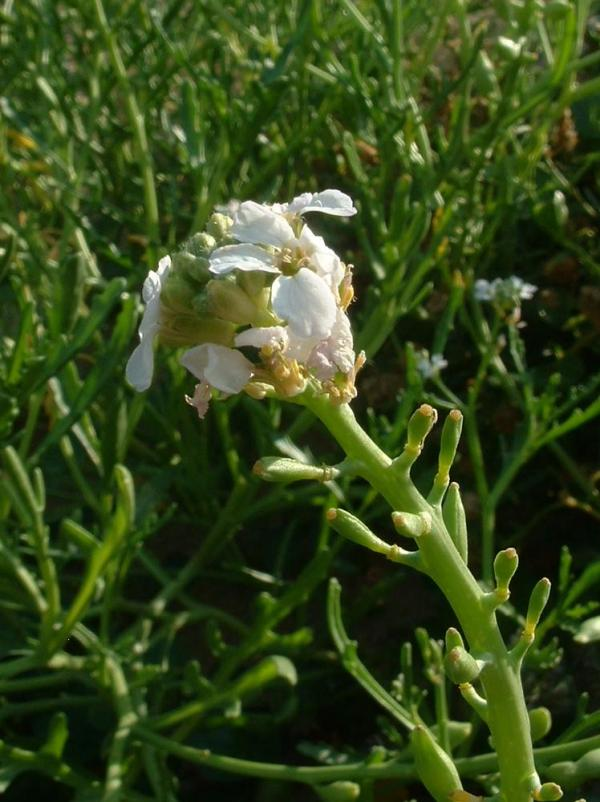
Roquette de mer

Certaines de ces espèces accompagnent la chênaie verte atlantique. Mais l'implantation diffère en fonction des types de sols et d'habitats :
- Dans les différentes parties des sols sableux du littoral qui vont de la plage à la dune boisée, on rencontre des espèces comme Centaurea aspera, Crepis bulbosa, Alyssum minus, la Silène de Thore (Silene thorei), la Luzerne marine (Medicago marina), l'Euphorbe maritime (Euphorbia paralias), la roquette de mer (Cakile maritima), des  filaires (Phillyrea angustifolia - Filaire à feuille étroite et Phillyrea latifolia - Filaire à feuille large), l'Osyris blanc (Osyris alba) ainsi que l'érable de Montpellier.
- Dans les prés, on rencontre un iris (Iris spuria maritima) qui n'apparaît, hors Charente-Maritime et Vendée, que près de la Méditerranée.
- Dans les rochers et falaises calcaires, ainsi que dans les pelouses calcicoles, on rencontre une flore xérophile présente également sur les collines et montagnes sèches du pourtour méditerranéen, comme l'Astragale de Montpellier (Astragalus monspessulanus), l'hélianthème des Apennins (H. appeninum), Bellis sylvestris qu'on ne retrouverait ailleurs qu'en Corse, l'ail rose, la catananche bleue, Matthiola incana, le limodore occidental (Limodorum trabutiamum). Cette flore est toutefois menacée par l'urbanisation du littoral, l'emprise agricole ou au contraire, dans le cas des pelouses calcicoles, par la reforestation.

L'île d'Aix abrite aussi des fourrés de Phillyrea angustifolia et l'espèce Inula viscosa qui ne se retrouve pas ailleurs sur le littoral atlantique français. L'île de Ré et l'île d'Oléron abritent quant à elles, entre autres, des espèces comme Cistus monspeliensis, Gallium murale et Asparagus maritimus.
La faune de la Charente-Maritime possède également trois espèces de reptiles d'origine méditerranéenne, le Lézard ocellé (Timon lepidus), le Seps strié (Chalcides striatus) et la Couleuvre girondine (Coronella girondica). Signalons aussi la présence de la Rainette méridionale (Hyla meridionalis), du Pélobate cultripède (Pelobates cultripes) et de l'empuse (Empusa pennata) également connue sous le nom de « diablotin ».

## Faune et flore atlantiques et continentales

### Flore
Cohabitant avec ces espèces méditerranéennes, on rencontre de nombreuses espèces atlantiques, ou méditerranéennes-atlantiques, comme l'ajonc d'Europe (Ulex europaeus), le genêt à balais (Cistus scoparius), le ciste hirsute (Cistus psilosepalus), le lis des sables, l'immortelle des dunes, l'œillet des dunes, l'astragale de Bayonne (Astragalus baionensis), la linaire des sables (Linaria arenaria), la renouée maritime, la giroflée des dunes, l'euphorbe des estuaires, le bec de grue des dunes (Erodium dunense), le gaillet des dunes (Galium arenarium), le perce-pierre (Crithmum maritimum), l'obione, différentes espèces de salicornes (salicorne à longs épis, salicorne obscure, salicorne fragile, salicorne pérenne), l'aster maritime, la soude annuelle (Suaeda maritima), la soude kali (Salsola kali), le chiendent des sables (Agropyrum junceum), des glycéries, la frankénie, la laîche divisée, le trèfle de Micheli, le trèfle maritime, le jonc de Gérard, etc..

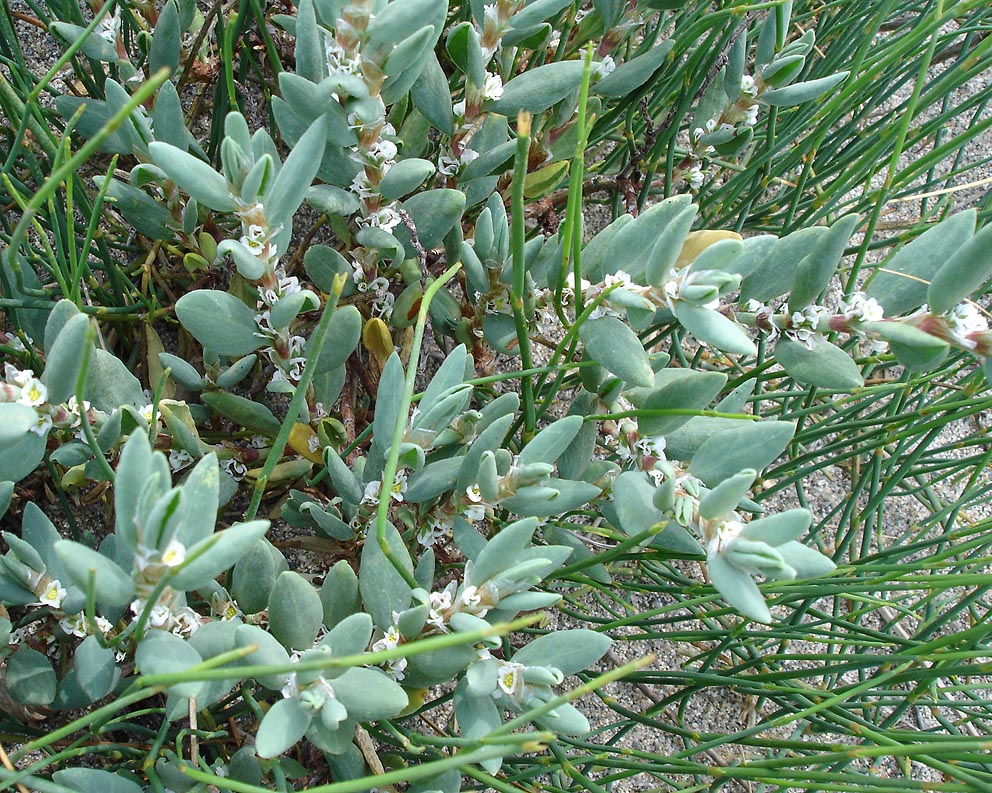
Renouée maritime

On trouve aussi des espèces plus « continentales », notamment lorsqu'on s'enfonce dans les terres : le charme, le châtaignier, le chêne pédonculé, le chêne tauzin, le chêne rouvre, le chêne pubescent, l'érable champêtre, le merisier, le noyer. Certaines ont été introduites comme le robinier, le pin laricio, le pin noir d'Autriche, le cèdre avec plus ou moins de succès. Signalons aussi la présence, même vers le littoral, d'espèces comme le céphalanthère rouge, le céphalanthère à feuilles étroites, les sceaux de Salomon, le troène commun et différentes espèces de vesce, myosotis et céraiste.
Les marais littoraux sont également marqués par la présence du frêne, du saule et de l'aulne.

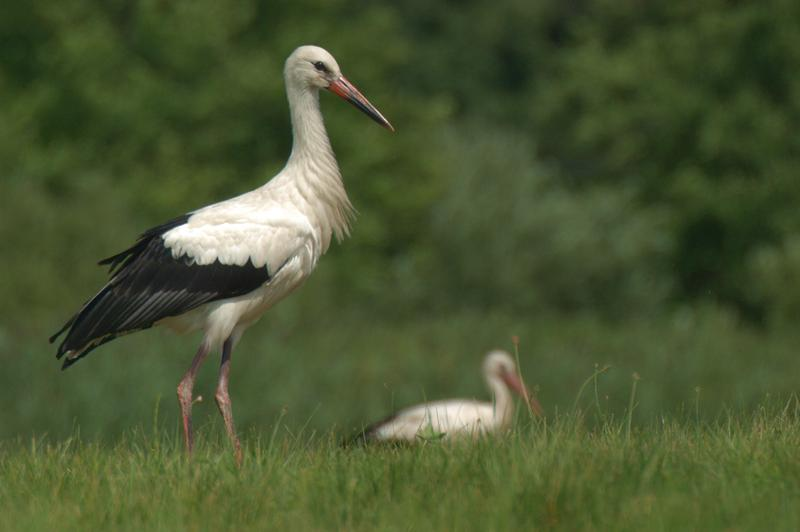
Cigogne

### Faune
La faune de Charente-Maritime est assez classique et plus continentale – hormis la population strictement littorale –, comparativement à la flore :
- Les mammifères sont constitués de genettes, rats des moissons, lapins, lièvres, musaraignes des jardins, renards, loutres d'Europe, chats sauvages, martre, hermines, visons d'Europe, chauve-souris (rhinolophes, murins, noctules, pipistrelles, oreillards), chevreuils, sangliers, blaireaux, etc. Le loup gris y était historiquement établi, un individu a été observé pour la première fois sur le territoire départemental depuis sa disparition le 20 novembre 2019[8].
- Les populations d'oiseaux sont variables, et diffèrent entre le littoral et les terres :
  - Dans les terres, on rencontre par exemple l'alouette des champs, le tarier pâtre, le pouillot de Bonelli, le corbeau, le moineau, etc.
  - Les populations d'oiseaux sont très riches dans les zones marécageuses et littorales du fait de la présence d'oiseaux migrateurs ou non-migrateurs, comme le héron cendré, le héron pourpré, le héron garde-bœufs, le crabier chevelu, l'aigrette garzette, le cygne, l'oie cendrée, le râle des genêts, la cigogne blanche, le bécasseau maubèche, le courlis cendré, le barge à queue noire, le pluvier argenté, le canard colvert, la sarcelle d'hiver, le canard siffleur, le Canard pilet, le Canard souchet, l'huîtrier pie, la barge rousse, l'avocette élégante, le vanneau huppé, la gorge-bleue à miroir, l'échasse blanche, le pluvier guignard, le bécasseau tacheté, le phalarope à bec étroit, la bernache cravant, la tadorne de Belon, la spatule blanche, la mouette mélanocéphale, le goéland marin, le pipit maritime, la cigogne noire, etc. Parmi les oiseaux prédateurs, citons le busard cendré, le busard des roseaux, le milan noir, le faucon crécerelle, le faucon hobereau et le circaète Jean-le-blanc. Enfin, on rencontre, la guifette noire, la mouette pygmée, la guifette leucoptère et la sterne caugek[9]. L'implantation de ces espèces est favorisée par les réserves naturelles qui accueillent une part importante de la population des oiseaux migrateurs qui hivernent en France (par exemple, 90 % des bécasseaux maubèche).

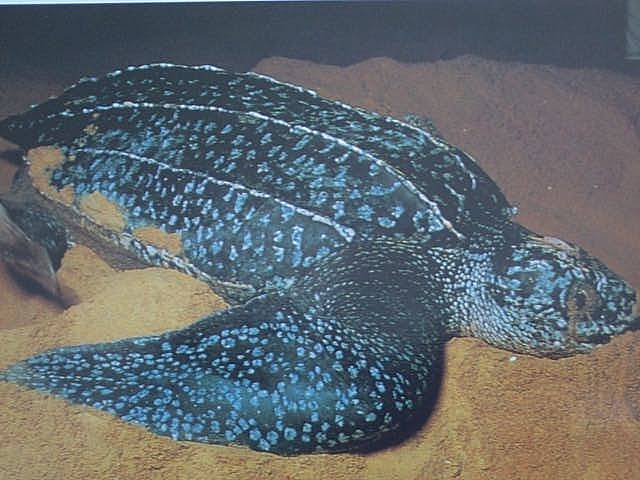
La tortue luth fréquente parfois les pertuis charentais en été

- Les amphibiens et les reptiles comprennent entre autres, le crapaud accoucheur, la rainette méridionale, la rainette arboricole, la grenouille rousse, le pélobate cultripède, le triton marbré, le triton crêté, le lézard vert, le lézard des murailles, la couleuvre verte et jaune, la coronelle lisse, la couleuvre d'Esculape, la couleuvre vipérine, la couleuvre à collier, le lézard ocellé (sur les îles) et la vipère aspic. On trouve également des espèces de tortues, notamment la cistude et la tortue Luth[10].

## Faune et flore marines et fluviales
La macro-faune marine indigène présente dans les pertuis charentais est riche. Au dernier recensement, l'IFREMER recensait en tout 858 espèces, dont 19 espèces d'éponges, 67 espèces de Cnidaires (méduses, anémones, coraux), 2 espèces de Plathelminthes (vers plats), 2 espèces de Némertés (types de vers marins), 173 espèces d'Annélides (lombrics, vers, sangsues), 5 espèces de Siponcles, 45 espèces d'Ectoproctes, 278 espèces de Mollusques (berniques, bigorneaux, moules, huitres, seiche, poulpe, etc.), 204 espèces d'arthropodes (crustacés), 27 espèces d'échinodermes (oursins, étoiles de mer), 24 espèces d'urochordés…
Parmi les espèces de poissons déterminantes, on notera trois espèces de Cyclostomes, la lamproie fluviatile (Lampetra fluviatilis), la lamproie de Planer (Lampetra planeri), la lamproie marine (Petromyzon marinus), l'esturgeon (Acipenser sturio), l'anguille (Anguilla anguilla), la Grande alose (Alosa alosa), l'alose feinte (Alosa fallax), trois espèce de Cypriniformes, le Toxostome (Chondrostoma toxostoma), la vandoise (Leuciscus leuciscus), la loche de rivière (Cobitis taenia), le brochet (Esox lucius), le saumon atlantique (Salmo salar), la truite de rivière (Salmo trutta fario), la truite de mer (Salmo trutta trutta), l'épinoche (Gasterosteus aculeatus), le chabot (Cottus gobio), le mulet à grosses lèvres (Chelon labrosus), le mulet doré (Liza aurata), le mulet porc (Liza ramada), le mulet cabot (Mugil cephalus), le flet (Platichtys flesus), la plie (Pleuronectes platessa)…
Signalons également la présence de 4 espèces de cétacés. Le dauphin commun (Delphinus delphis), le grand dauphin (Tursiops truncatus), le globicéphale noir (Globicephala melaena) et le marsouin commun (Phocoena phocoena).